# Agence d'information du Burkina
Pour les articles homonymes, voir AIB.
L'Agence d'information du Burkina (AIB) est une agence de presse officielle du Burkina Faso fondée en 1964 à Ouagadougou, la capitale du pays.

## Historique
L'Agence d'information du Burkina est fondée le 27 mai 1964 sous le nom d'Agence voltaïque de presse (AVP) puis renommée sous son nom actuel en 1984. En 1999, elle prend le statut d'établissement public de l'État (EPE) et inclut le quotidien Sidwaya ainsi que les éditions et l'imprimerie homonyme,. Depuis 2018, un projet d'autonomisation de l'AIB est en cours avec notamment la participation de plus de pigistes.

## Liste des directeurs de l'AIB
- Souleymane Sawadogo (2014-2018)[1]
- Alban Kini (depuis 2018)[1].

## Liste des Journalistes
- Mariam Ouédraogo.